# Пратт (округ)
Пратт (англ. Pratt County; стандартное обозначение PR) — округ в штате Канзас, США. Официально образован 26 февраля 1867 года. По состоянию на 2010 год, численность населения составляла 9 656 человек.

## География
По данным Бюро переписи США, общая площадь округа равняется 1 905,620 км2, из которых 1 903,626 км2 суша и 1,968 км2 или 0,100 % это водоёмы.

## Население
По данным переписи населения 2000 года в округе проживает 9 647 жителей в составе 3 963 домашних хозяйств и 2 639 семей. Плотность населения составляет 5,00 человек на км2. На территории округа насчитывается 4 633 жилых строений, при плотности застройки около 2,00-х строений на км2. Расовый состав населения: белые — 95,28 %, афроамериканцы — 0,98 %, коренные американцы (индейцы) — 0,35 %, азиаты — 0,55 %, гавайцы — 0,03 %, представители других рас — 1,73 %, представители двух или более рас — 1,07 %. Испаноязычные составляли 3,09 % населения независимо от расы.
В составе 30,00 % из общего числа домашних хозяйств проживают дети в возрасте до 18 лет, 56,70 % домашних хозяйств представляют собой супружеские пары проживающие вместе, 7,50 % домашних хозяйств представляют собой одиноких женщин без супруга, 33,40 % домашних хозяйств не имеют отношения к семьям, 30,40 % домашних хозяйств состоят из одного человека, 14,60 % домашних хозяйств состоят из престарелых (65 лет и старше), проживающих в одиночестве. Средний размер домашних хозяйств составляет 2,35 человека, и средний размер семьи 2,93 человека.
Возрастной состав округа: 24,50 % моложе 18 лет, 9,40 % от 18 до 24, 24,00 % от 25 до 44, 22,80 % от 45 до 64 и 22,80 % от 65 и старше. Средний возраст жителя округа 40 лет. На каждые 100 женщин приходится 94,00 мужчин. На каждые 100 женщин старше 18 лет приходится 91,30 мужчин.
Средний доход на домохозяйство в округе составлял 35 529 USD, на семью — 43 156 USD. Среднестатистический заработок мужчины был 31 138 USD против 20 679 USD для женщины. Доход на душу населения составлял 17 906 USD. Около 6,70 % семей и 9,40 % общего населения находились ниже черты бедности, в том числе — 11,50 % молодёжи (тех, кому ещё не исполнилось 18 лет) и 8,90 % тех, кому было уже больше 65 лет.